# Leone Sforza
Leone Sforza (Castelfiorentino, 1406 – Caravaggio, 1440) è stato un condottiero italiano, conte di Cotignola.

## Biografia
Nato a Castelfiorentino, era il figlio naturale di Muzio Attendolo Sforza e Lucia Terzani, e fratello di Francesco, Giovanni e Alessandro, entrambi capitani di ventura.
Nel 1415 fu catturato ed imprigionato nel Castel Nuovo di Napoli insieme al suo padre ed ai suoi fratelli.Leone combatté principalmente al fianco di Francesco, e nel 1432 scortò a Piacenza l'imperatore Sigismondo.Nel 1434 combatté contro Niccolò Fortebraccio in Lazio ed Umbria: imprigionato, venne liberato dopo la morte di questo condottiero, nel 1435..
Leone Sforza venne ucciso durante l'assedio di Caravaggio del 1440, mentre era al comando dell'esercito della Serenissima.

## Discendenza
Si sposò nel 1436 con Marsobilia Trinci († 1485), figlia di Corrado III Trinci, ultimo signore di Foligno.

## Ascendenza
|                        |   |                  | Genitori |  |  | Nonni              |  |  | Bisnonni        |  |
|                        |   |                  |          |  |  | Giovanni Attendolo |  |  | Muzio Attendolo |  |
|                        |   |                  |          |  |  | Giovanni Attendolo |  |  | Muzio Attendolo |  |
|                        |   | …                |          |  |  | Giovanni Attendolo |  |  |                 |  |
| Muzio Attendolo Sforza |   |                  |          |  |  | Giovanni Attendolo |  |  |                 |  |
|                        |   | Elisa Petraccini | …        |  |  |                    |  |  |                 |  |
|                        |   | Elisa Petraccini | …        |  |  |                    |  |  |                 |  |
|                        |   | Elisa Petraccini | …        |  |  |                    |  |  |                 |  |
| Leone Sforza           |   | Elisa Petraccini |          |  |  |                    |  |  |                 |  |
|                        | … | …                |          |  |  |                    |  |  |                 |  |
|                        | … | …                |          |  |  |                    |  |  |                 |  |
|                        | … | …                |          |  |  |                    |  |  |                 |  |
| Lucia Terzani          | … |                  |          |  |  |                    |  |  |                 |  |
|                        |   | …                | …        |  |  |                    |  |  |                 |  |
|                        |   | …                | …        |  |  |                    |  |  |                 |  |
|                        |   | …                | …        |  |  |                    |  |  |                 |  |
|                        |   | …                |          |  |  |                    |  |  |                 |  |